# Crioa hypsichaetes
Crioa hypsichaetes là một loài bướm đêm trong họ Noctuidae.